# Hjältar (film, 1958)
Hjältar (tyska: Helden) är en tysk romantisk komedifilm från 1958 i regi av Franz Peter Wirth.
Filmen är baserad på George Bernard Shaws pjäs Arms and the Man.

## Rollista i urval
- O.W. Fischer - kapten Bluntschli
- Liselotte Pulver - Raina Petkoff
- Ellen Schwiers - Louka
- Jan Hendriks - löjtnant Sergius Slivitzna
- Ljuba Welitsch - Katharina, Rainas mor
- Kurt Kasznar - Petkoff, Rainas far
- Manfred Inger - Nicola
- Horst Tappert - bulgarisk officer
- Hans Clarin - serbisk soldat